# Шамдепра
Шамдепра (фр. Champdepraz) — муніципалітет в Італії, у регіоні Валле-д'Аоста.
Шамдепра розташована на відстані близько 580 км на північний захід від Рима, 27 км на схід від Аости.
Населення — 715 осіб (2014).
Щорічний фестиваль відбувається 24 січня. Покровитель — Франциск Салезький.

## Демографія
Населення за роками:

Станом на 1 січня 2023 року в муніципалітеті офіційно проживало 50 іноземців з 8 країн, серед них 37 громадян країн Євросоюзу.

## Сусідні муніципалітети
- Шамбав
- Шампорше
- Шатійон
- Феніс
- Іссонь
- Монжове
- Понте
- Веррес